# حزب کمونیست فنلاند
حزب کمونیست فنلاند حزبی سیاسی در فنلاند بود که در جریان سقوط شوروی چند تکه شد. امروز حزب کمونیست فنلاند (اتحاد) به نوعی ادامه دهندهٔ راه آن حزب است.
گروه "برای صلح و سوسیالیسم - حزب کارگران کمونیست" در پس بحران و انشعاب در این حزب تشکیل شد.